# Chezelles (Indre e Loira)
Chezelles è un comune francese di 141 abitanti situato nel dipartimento dell'Indre e Loira nella regione del Centro-Valle della Loira.

## Società

### Evoluzione demografica
Abitanti censiti